# 尼保沙·馬連高域
尼保沙·馬連高域（Nebojša Marinković，1986年6月19日—），是一名塞爾維亞職業足球員，司職進攻中場，現效力澳職球會珀斯光輝。
2014年他從以色列球會海法馬卡比來投，加盟後為球隊包辦死球，曾多次以直接自由球為球隊建功。此外，他的傳送亦相當出色，是球隊的進攻核心。
1. 1 2 3  Only official UEFA matches included